# 舒女星
舒女星（76 Freia）是第76颗被人类发现的小行星，于1862年10月21日被德国天文学家海因里希·路易·達雷发现。舒女星的直径为183.7千米，质量为6.5×1018千克，公转周期为2307.979天。
舒女星以北歐神話的生育女神弗蕾亞命名。